# Fernandes Tourinho
Fernandes Tourinho este un oraș în Minas Gerais (MG), Brazilia.